# Первушин, Климент Семёнович
Климент Семёнович Первушин (22 марта 1947 — 5 ноября 2020) — советский и казахстанский русский писатель, прозаик и публицист, поэт, художник.

## Биография
Родился 22 марта 1947 года в селе Поперечное города Риддера Восточно-Казахстанской области.
Окончил среднюю школу, служил в армии, работал редактором городского радио, электролизником водных растворов на Лениногорском цинковом заводе, 12 лет трудился и жил в поселке Ягодное Магаданской области. В 1995 году вернулся на родину, работал в городском Дворце культуры художником, а с 1997 года вновь возвращается на Цинковый завод АО «Казцинк», где проработал в общей сложности 26 лет.
Публиковался в региональных журналах «Восток», «Ак-Ертс», республиканских «Простор», и «Нива», альманахах «Братина», «Риддерская радуга». Антологиях «Мой Риддер, мой Лениногорск», «Современное русское зарубежье» город Москва. Хрестоматии «Алтайские напевы», библиотеке литературы Восточного Казахстана «Алтын тамыр», трехтомнике «Жемчужная поэзия Казахстана» г. Астана, а также в коллективных сборниках: «Синегорье», «Кают-компания», «Звено Алтая-90» и других.
Автор 10 книг стихов, прозы и публицистики: «Седая нить судьбы», «Здравствуй мир зелёный», «Река сомнений», «Кукушкины слезки», «Осенние песни», «Кержацкий сфинкс», «Свеча печали». «Божье и человеческое», «Малахитовый пихтач», «Главный в жизни завод».
Дважды лауреат регионального конкурса «Свободной музы приношенье», Победитель Московского международного конкурса поэзии «Золотое перо» в 2009 и 2011 годах.
Постоянный участник литературных и художественных конкурсов компании АО «Казцинк», где становился призёром и лауреатом.
Как художник участвовал в трех коллективных городских выставках. Член Союза писателей России и Казахстана.
Почетный гражданин города Риддер.
Скончался 5 ноября 2020 года.